# Lecteria (Lecteria) acanthosoma
Lecteria (Lecteria) acanthosoma is een tweevleugelige uit de familie steltmuggen (Limoniidae). De soort komt voor in het Neotropisch gebied.